# 케메로보
케메로보(러시아어: Кемерово, 영어: Kemerovo, 문화어: 께메로보)는 러시아 연방의 도시이다. 시베리아 연방 관할구역에 포함되는 케메로보주의 주도이고, 인구는 474,800명(2004년)이다. 모스크바로부터는 동쪽으로 3,482km떨어져 있다.
노보시비르스크의 북동부에 위치하고, 톰강에 면해 있다. 시베리아 철도의 지선이 통하며, 석탄산업, 화학공업이나 비료 제조, 제조업등이 번성한 공업도시이다. 소비에트연방의 해체 뒤에는, 공업 생산이 격감해, 실업률이 높아지고 있다.
1월의 평균 기온은―18도, 7월의 평균 기온은 20도이다. 연간의 평균 강수량은 420mm이다.

### 위치
- 북위　55,27о
- 동경　86,03о

## 구
- 자봇스코이 구(Заводской)
- 키로프스키 구(Кировский)
- 레닌스키 구(Ленинский)
- 루드니치니 구(Рудничный)
- 중앙구(Центральный)

## 역사
1657년에 톰스크로부터 쿠즈네츠크 요새의 중계지점으로서 건설되었다. 1701년에 톰 강좌안에셰글로보로 불린 취락이 형성되었다. 1859년에는 현재의 케메로보의 장소에 셰글로보마을, 케메로보마을을 포함한 7개의 마을이 있었다. 1721년에 석탄이 발견되었다. 1907년에 최초의 탄광이, 또, 1916년에는 화학 공장이 건설되었다. 1917년의 셰글로보마을의 인구는 약 4,000명이었다.
철도의 개통에 의해 급격하게 발전해, 셰글로보는 1918년에 셰글로프스크시로 등록된다. 케메로보마을은 그 일부가 되었다. 1932년, 셰글로프스크는 케메로보라고 개칭되어 1943년에 케메로보 주의 주도가 되었다.
케메로보국립대학, 쿠즈네즈국립공과대학, 케메로보의과대학, 케메로보예술대학, 케메로보농업대학이 있다.

## 자매 도시
- 헝가리 셜고터랸